# Văn hóa từ chức
Văn hóa từ chức là một văn hoá chính trị, văn hoá ứng xử dựa trên lương tri, khi những người lãnh đạo thấy mình có thiếu sót, khuyết điểm, hay nói cách khác là không còn xứng đáng đảm nhận được nhiệm vụ thì họ sẽ từ chức. Văn hóa từ chức cho thấy sự hiểu biết về bổn phận, và trách nhiệm của người nắm giữ chức vụ.
Văn hóa từ chức là một trong những biểu hiện sinh động, cụ thể và thiết thực nhất về một nền chính trị văn minh dựa trên phẩm giá, lòng tự trọng và bản lĩnh của những nhà lãnh đạo thực sự có tâm huyết và đầy dũng khí, tương phản với nó là một nền chính trị mọi rợ được đặc trưng bằng những nhà cầm quyền tham quyền cố vị, mặt dày, vô liêm sĩ, sẵn sàng giữ địa vị bằng mọi giá, chà đạp lên dư luận xã hội và dư luận thế giới chỉ để duy trì quyền lực của mình.

## Từ chức
Từ chức là việc rời bỏ chức vụ trước khi hết nhiệm kỳ. Việc từ chức thường xảy ra tại những chức vụ có nhiệm kỳ, như huấn luyện viện trong ngành thể thao, hay người quản lý trong lãnh vực kinh tế, thương mãi, hay trong phương diện chính trị như bộ trưởng, thủ tướng, chủ tịch đảng...
Việc từ chức là quyết định cá nhân của một người giữ chức vụ nào đó. Quyết định đó tự động hay do áp lực nào đó từ bên ngoài, thường là câu hỏi chủ yếu trong một việc từ chức. Ngoài ra còn vấn đề là việc từ chức có phải vì lý do đạo lý hay pháp lý.

## Thế giới

### Vatican
Tuy các đức giáo hoàng thường giữ chức vụ cho đến khi qua đời, theo luật Công giáo thì vị giáo hoàng có thể từ chức bất cứ lúc nào, miễn là "việc từ chức tự ý và công bố rõ ràng (Can. 332 § 2) Tuy nhiên, việc từ chức của các đức giáo hoàng rất hiếm, thường là bị áp lực từ bên ngoài: 
- Giáo hoàng Pontianô từ bỏ ngôi vị năm 235, sau khi bị vua Maximinus đày ra đảo Sardinia.
- Năm 537  sau khi quân đội Byzantine của hoàng đế Justinianus, dưới quyền điều khiển của tướng Belisarius, chiếm thành Roma, Giáo hoàng Silvêriô bị đày ra đảo Ponza, và bị buộc phải từ chức Giáo hoàng.
- Giáo hoàng Cêlestinô V từ chức năm 1294 với lý do kém sức khỏe và thiếu khả năng điều hành. Sau đó ông bị vị tân Giáo hoàng Bônifaciô VIII giam trong thành Fumone vì sợ người ta lợi dụng ông để tạo ra một cuộc chia ly khác.
- Năm 1415 Giáo hoàng Grêgôriô XII bị buộc phải từ chức tại Công đồng Constance trong thời kỳ thiên chúa giáo có cả ba đức giáo hoàng cùng một lúc.
- Biển Đức XVI rời bỏ chức vụ Giáo hoàng vào ngày 28 tháng 2 năm 2013 vì lý do sức khỏe, là lần từ nhiệm tự ý thứ hai của một giáo hoàng.

### Việt Nam
Ở Việt Nam vì hoàn cảnh chính trị khác biệt, nên thiếu văn hóa từ chức như tại nhiều nước khác trên thế giới. Để có được khuôn khổ văn hóa chính trị như vậy theo tiến sĩ Nguyễn Sĩ Dũng, Phó chủ nhiệm Văn phòng Quốc hội, trước hết ta nên tăng cường trách nhiệm giải trình trước Quốc hội.
Theo TS Đặng Minh Tuấn, khoa Luật, ĐHQG Hà Nội, để có được văn hóa từ chức phải có những sức ép chính trị, từ sức ép của dư luận, hay cơ quan kiểm soát và phải có những sự thay đổi mang tính tổng thể nữa, từ giáo dục, nhận thức, hành vi ứng xử của mọi người trong xã hội.

ĐBQH Dương Trung Quốc cho biết tại sao việc từ chức ở Việt Nam hiện nay lại hiếm hoi: "Thời nào cũng vậy, quan chức gắn với trách nhiệm. Có người chức càng to thì hy sinh càng lớn, đứng mũi chịu sào nhưng bây giờ quan chức trong thời đại này có hai mặt: Có quyền hành và quyền lợi. Điều này, ngăn cản quan chức trong quyết định có từ chức hay không từ chức. Hiện nay, họ luôn dựa vào, họ nằm trong một tổ chức họ chỉ tuân thủ quyết định của tổ chức mà thôi".

### Đức
Việc từ chức nổi tiếng nhất và làm chấn động nước Cộng hòa Liên bang Đức là việc từ chức của thủ tướng Willy Brandt của đảng SPD khi người ta khám phá ra cộng sự viên thân cận của ông là điệp viên của cơ sở Stasi Đông Đức.

Ở Đức đề tài khi nào thì nên từ chức cũng là đề tài gây nhiều tranh cãi. Trong khi Franz Josef Strauß chủ tịch đảng CSU năm 1962 trong vụ scandal Spiegel đã nói dối quốc hội và sau đó không chịu từ chức bộ trưởng quốc phòng, đưa tới việc đảng FDP rút ra khỏi chính phủ liên đảng. Việc này làm thủ tướng Konrad Adenauer của đảng CDU, đảng anh em với CSU, phải cải tổ nội các, Strauß vì vậy mất ghế bộ trưởng. Còn bộ trưởng bộ nội vụ Rudolf Seiters lại từ chức vào năm 1993, vì một tên khủng bố đang bị truy lùng tại Bad Kleinen bị bắt chết, sau khi hắn ta bắn chết một cảnh sát khác.